# Cristian Pavón
Cristian David Pavón (ur. 21 stycznia 1996 w Anisacate) – argentyński piłkarz występujący na pozycji prawego skrzydłowego, obecnie zawodnik Clube Atlético Mineiro.

## Kariera klubowa
Pavón pochodzi z miejscowości Anisacate w prowincji Córdoba. Ma czwórkę rodzeństwa – trzech braci (wszyscy byli piłkarzami na poziomie amatorskim) i siostrę. Treningi piłkarskie rozpoczynał w lokalnej drużynie baby fútbol o nazwie Canal 12, a jeszcze jako uczeń szkoły podstawowej przeniósł się do akademii młodzieżowej klubu Talleres de Córdoba. Równocześnie terminował przez pewien czas w ośrodku juniorskim Centro de Alto Rendimiento prowadzonym przez argentyńską federację piłkarską. Do pierwszej drużyny Talleres – występującej wówczas w drugiej lidze argentyńskiej – został włączony w wieku siedemnastu lat przez trenera Arnaldo Sialle. Zadebiutował w niej w grudniu 2013 w spotkaniu z Villa San Carlos (2:3) w rozgrywkach Primera B Nacional. Od razu wywalczył sobie pewne miejsce w składzie, lecz na koniec sezonu 2013/2014 spadł z Talleres do trzeciej ligi.
W lipcu 2014 Pavón przeszedł do krajowego giganta – CA Boca Juniors. Władze klubu ze stołecznego Buenos Aires wyłożyły za jego transfer 750 tysięcy dolarów (za większość praw do jego karty zawodniczej), od razu wypożyczając go na sześć miesięcy do spadkowicza z pierwszej ligi – ekipy CA Colón z siedzibą w Santa Fe. W barwach Colónu pełnił rolę podstawowego piłkarza i na koniec półrocznego, jesiennego sezonu 2014 wywalczył z nim awans z powrotem do najwyższej klasy rozgrywkowej. Potwierdził tym samym opinię jednego z najzdolniejszych piłkarzy młodego pokolenia w Argentynie, a bezpośrednio po tym sukcesie dołączył do ekipy Boca. W argentyńskiej Primera División zadebiutował 5 kwietnia 2015 w wygranym 2:0 meczu z Huracánem, natomiast pierwszą bramkę strzelił czternaście dni później w wygranym 3:1 pojedynku z Lanús.
W sezonie 2015 Pavón wywalczył z Boca tytuł mistrza Argentyny, będąc jednak wyłącznie rezerwowym w taktyce trenera Rodolfo Arruabarreny. W tym samym roku zdobył także puchar Argentyny – Copa Argentina, zaś w 2016 roku zajął drugie miejsce w krajowym superpucharze – Supercopa Argentina. Podstawowym zawodnikiem drużyny został jednak dopiero po przyjściu do klubu szkoleniowca Guillerma Barrosa Schelotto. Szybko został jednym z czołowych graczy ligi argentyńskiej, mimo młodego wieku imponując przyspieszeniem, techniką, precyzyjnymi dośrodkowaniami i dryblingiem. W sezonie 2016/2017 zdobył swoje drugie mistrzostwo Argentyny, tworząc świetnie uzupełniający się duet napastników z Darío Benedetto. W tym samym roku znalazł się na sporządzonej przez dziennik L’Équipe liście 50 najlepszych młodych piłkarzy świata.

## Kariera reprezentacyjna
W październiku 2013 Pavón został powołany przez Humberta Grondonę do reprezentacji Argentyny U-17 na Mistrzostwa Świata U-17 w ZEA. Tam pełnił jednak wyłącznie rolę rezerwowego zawodnika – rozegrał trzy z siedmiu możliwych spotkań (wszystkie po wejściu z ławki), natomiast jego kadra odpadła z juniorskiego mundialu w półfinale, ulegając Meksykowi (0:3) i zajęła ostatecznie czwarte miejsce.
W maju 2015 Pavón znalazł się w ogłoszonym przez Grondonę składzie reprezentacji Argentyny U-20 na Mistrzostwa Świata U-20 w Nowej Zelandii. Podobnie jak przed dwoma laty nie potrafił jednak wywalczyć miejsca w wyjściowym składzie i pozostawał rezerwowym dla graczy takich jak Ángel Correa czy Giovanni Simeone. Wystąpił w dwóch z trzech meczów (w obydwóch po wejściu z ławki rezerwowych), zaś Argentyńczycy spisali się znacznie poniżej oczekiwań, odpadając ze światowego czempionatu już w fazie grupowej.
W lipcu 2016 Pavón został awaryjnie powołany przez Julia Olarticoecheę do reprezentacji Argentyny U-23 na Igrzyska Olimpijskie w Rio de Janeiro, zastępując kontuzjowanego Manuela Lanziniego. Tam był z kolei jednym z ważniejszych graczy drużyny; wystąpił we wszystkich trzech meczach (w dwóch w pierwszym składzie), a jego kadra zakończyła swój udział w męskim turnieju piłkarskim w fazie grupowej.
W seniorskiej reprezentacji Argentyny Pavón zadebiutował za kadencji selekcjonera Jorgego Sampaolego, 11 listopada 2017 w wygranym 1:0 meczu towarzyskim z Rosją.